# Остролучье (Тамбовская область)
Остролучье — село в Мичуринском районе Тамбовской области России. 
Административный центр Остролучинского сельсовета. 

## География
Село расположено по берегам реки Алешня.

## История
Первоначально называлось Вострая Лука. Село основано в 1636-37 годах группой боярских детей, которым козловские воеводы Иван Биркин и Михаил Спешнев отвели усадьбы и земельные участки. В писцовой книге 1651-1652 годов записано, что село Вострая Лука состоит из 15 дворов, в которых проживают 113 человек. В описи церквей 1657 года в селе числится храм святых Косьмы и Дамиана. 

## Население
| 1989 | 2002 | 2010 |
| ---- | ---- | ---- |
| 271  | ↘232 | ↘130 |

Согласно результатам переписи 2002 года, в национальной структуре населения русские составляли 99 % от жителей.

## Культура
В селе Остролучье есть мемориал "Вечная память и слава" посвящённый Великой Отечественной войне. В состав мемориала входит обелиск. На Досках Памяти выбиты имена и фамилии 151 жителя д. Хоботово, с. Остролучье, п.Райцентр  не вернувшихся с войны. Среди имен погибших воинов в мемориале выделяются  имена пяти летчиков на отдельных плитах, которых захоронили здесь во время войны местные жители. 

## Известные жители
- Первопоселенцы[9] 1636 год: Алымов Кондрат, Булгаков Момон, Воропаев Мокар, Гриднев Сергей, Городецкой Степан, Дудоладов Перфил, Дьяков Назар, Згибнев Алексей, Золотухин Андрей, Игнатьев Селивестр, Кириллов Василий, Ломанов Клемен, Лычагин Яков, Марков Нефед, Михин Миня, Мишюков Мирон, Овдокимов Харлам, Чеботарев Артемий
- Богоявленский Виктор Иванович (1889-1938) - священник, по приговору тройки при УНКВД по Тамбовской области расстрелян 22 декабря 1938 года.[10][11][12]
- Чиркин Петр Иванович (1915-1942) - герой Сталинградского фронта, погиб в бою под Яшкулем (Калмыкия) 25 ноября 1942 года выполняя боевой долг телефониста.[13][14][15]